# HTC 7 Trophy
HTC 7 Trophy — коммуникатор производства компании HTC, работающий на операционной системе Windows Phone 7. Среди первопроходцев на платформе WP7 его отличает меньший экран 3.8 дюйма и не самый мощный процессор в 1 Ггц. Коммуникатор появился в продаже в конце 2010 года.